# توم نيكولز
توم نيكولز (بالإنجليزية: Tom Nicholls)‏ هو مجدف أسترالي، ولد في 24 سبتمبر 1983.

## وصلات خارجية
- توم نيكولز على موقع الاتحاد الدولي للتجديف (الإنجليزية)